# 舍赫巴

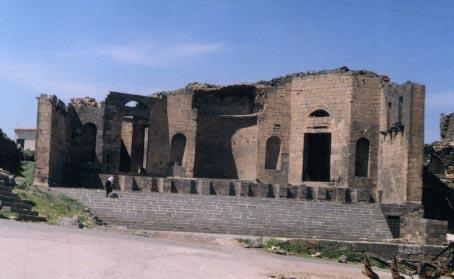

舍赫巴是敘利亞的城市，由蘇韋達省負責管轄，位於該國南部，距離首都大馬士革87公里，海拔高度1,082米，該鎮自石器時代有人類居住，2009年人口16,745。
32°51′15″N 36°37′45″E / 32.85417°N 36.62917°E